# Krwawy Romeo
Krwawy Romeo (oryg. Romeo Is Bleeding) – film z 1993 roku w reżyserii Petera Medaka. W rolach głównych wystąpili Gary Oldman i Lena Olin. Tytuł filmu został zaczerpnięty z piosenki Toma Waitsa.

## Obsada
- Gary Oldman - Jack Grimaldi
- Lena Olin - Mona Demarkov
- Annabella Sciorra - Natalie Grimaldi
- Juliette Lewis - Sheri
- Roy Scheider - Don Falcone
- David Proval - Scully
- Will Patton - Martie

i inni